# Antrocephalus crassipes
Antrocephalus crassipes är en stekelart som beskrevs av Masi 1940. Antrocephalus crassipes ingår i släktet Antrocephalus och familjen bredlårsteklar.
Artens utbredningsområde är:
- Benin.
- Ghana.
- Kenya.
- Somalia.

Inga underarter finns listade i Catalogue of Life.